# Ngijo (Tasikmadu)
Ngijo is een bestuurslaag in het regentschap Karanganyar van de provincie Midden-Java, Indonesië. Ngijo telt 6745 inwoners (volkstelling 2010).